# Елин (име)
Елин е мъжко собствено име. Името е производно на женското Елена, като прилича на други подобни имена като Елен, Еленко и Елиан. Името се среща и в Скандинавия (като Elin), където обаче е женско и пак е производно на Елена (Helene). Известният български писател Елин Пелин приема името Елин като псевдоним. Други известни носители на това име са Елин Рахнев и Елин Топузаков, които са съответно писател и футболист.